# Just for One Day (Heroes)
Pour les articles homonymes, voir Just for One Day.
Singles par David Guetta
Give Me Something
(2003) Money
(2003)
Just for One Day (Heroes) est une chanson du DJ français David Guetta et de David Bowie. Sortie en CD single en 2003, la chanson contient un sample de Heroes, un titre de David Bowie sorti en 1977.

## Genèse
Just for One Day (Heroes) n'est autre qu'un remix du titre de David Bowie. Le titre tourne alors dans les radios en Angleterre de manière pirate, notamment sur Radio 1. David Bowie découvre rapidement le titre et contacte David Guetta pour une sortie en CD single, ce qui donnera David Guetta Vs David Bowie - Just for One Day (Heroes) en désignation officielle.

## Classement par pays
La chanson est restée huit semaines dans le Top 100 single en France, entrée le 19 novembre 2003 à la 59e place dans le classement des ventes, le single finit sa course à la 97e place le 4 janvier 2004.
| Pays           | Meilleure position |
| -------------- | ------------------ |
| France         | 54                 |
| Royaume-Uni    | 73                 |
| France club 40 | 27                 |

## Formats et listes des pistes
12" Maxi 2003
- 1. Just For One Day (Heroes) (Extended Version) 6:39
- 2. Just For One Day (Heroes) (Dub Version) 6:10
- 3. David Guetta - Distortion (Maxi Vocal Remix) 7:02

 Royaume-Uni CD Single
- 1. "Just For One Day" (Radio edit)
- 2. "Just a Little More Love" (Wally Lopez remix edit)
- 3. "Distortion" (Vocal edit remix)